# به جین زنگ‌بزن
به جین زنگ‌بزن (به انگلیسی: Call Jane) یک فیلم کمدی-درام آمریکایی محصول سال ۲۰۲۲ به کارگردانی فیلیس نیگی است.
این فیلم نخستین بار در جشنواره فیلم ساندنس ۲۰۲۲ در ۲۱ ژانویه ۲۰۲۲ به نمایش درآمد. این اثر قرار است در تاریخ ۱۴ اکتبر ۲۰۲۲ توسط رودساید اترکشنز در ایالات متحده منتشر شود.

## داستان
فیلم درمورد زنی باردار است که تولد فرزندش مساوی با پایان زندگی او است. سقط جنین او ممنوع است. این مادر باردار اکنون می‌خواهد راهی پیدا کند تا به بارداری‌اش خاتمه دهد.

## بازیگران
- الیزابت بنکس در نقش جوی
- سیگورنی ویور در نقش ویرجینیا
- کریس مسینا در نقش ویل
- کیت مارا در نقش لانا
- وونمی موساکو در نقش گوئن
- کوری مایکل اسمیت در نقش دین
- گریس ادواردز در نقش شارلوت
- جان ماگارو[۳] در نقش کارآگاه چیلمارک
- آیدا تورتورو در نقش خواهر مایک
- بیانکا دامبروزیو در نقش ارین
- بروس مک‌ویتی در نقش کارگردان ریچاردسون
- ربکا هندرسون[۳] در نقش اِدی
- مایا اسکالیا در نقش ماریون
- شان کینگ در نقش افسر وایت
- آلیسون جی در نقش ساندرا

## تولید
فیلمبرداری در آوریل ۲۰۲۱ در لس آنجلس آغاز شد.

## بازخورد
در وبگاه جمع‌آوری نقد راتن تومیتوز، ٪۷۸ از ۶۴ بررسی منتقدان مثبت است و میانگینِ امتیاز آن ۶٫۶/۱۰ است. اجماع این وبگاه چنین می‌نویسد: «اگرچه میزان تمرکزِ آن تا حدی محدود است، اما به جین زنگ‌بزن نمایشی سرگرم‌کننده و تأثیرگذار از یک فصل مهم در تاریخ آمریکا را به تصویر می‌کشد.» این فیلم در متاکریتیک که از میانگین وزنی استفاده می‌کند، بر اساس نظر ۱۵ منتقدین امتیاز ۶۵ از ۱۰۰ را کسب کرده که نشان‌گر «نقدهای عموماً مطلوب» است.